# Danh sách Điểm mốc Tự nhiên Quốc gia tại Alaska

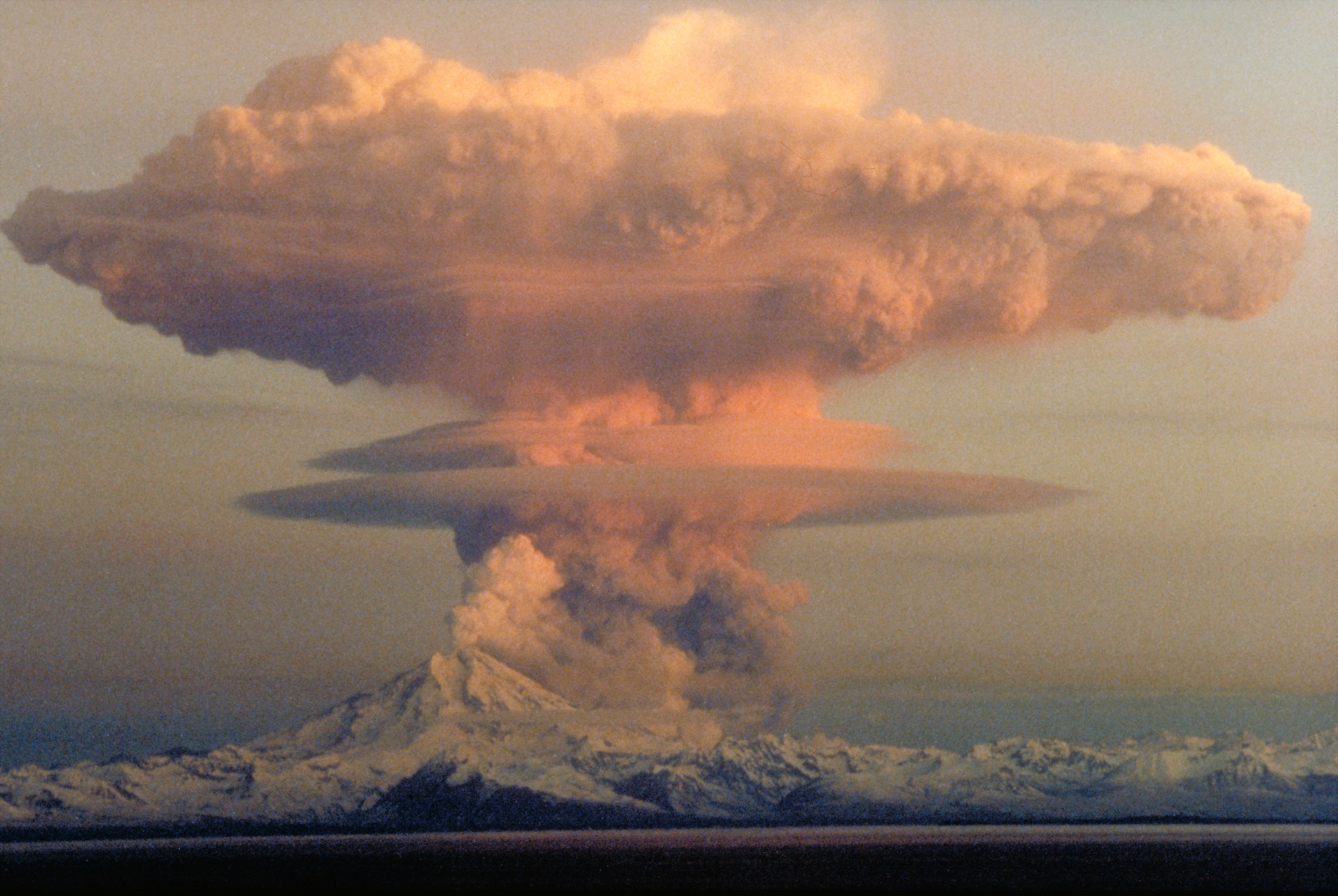
Núi lửa Redoubt được chỉ định là Điểm mốc Tự nhiên Quốc gia vào năm 1976, hình ảnh vụ phun trào vào năm 1990.

Danh sách Điểm mốc Tự nhiên Quốc gia tại Alaska bao gồm 16 trong số gần 600 Điểm mốc Tự nhiên Quốc gia (NNLs) tại Hoa Kỳ. Chúng là các khu vực có tầm quan trọng về địa chất và sinh học, bao gồm các miệng núi lửa, núi lửa, sông băng, hồ, đảo và môi trường sống cho nhiều loài quý hiếm. Địa danh đầu tiên được chỉ định là vào năm 1967, trong khi địa danh mới nhất được chỉ định là vào năm 1976. Sáu Điểm mốc nằm ở các khu vực điều tra dân số chưa được tổ chức thành đô thị, trong khi phần còn lại nằm tại các đô thị; Đông Quần đảo Aleutian hiện là đô thị nắm giữ nhiều nhất, với bốn Điểm mốc Tự nhiên. Điểm mốc Tự nhiên ở Alaska có diện tích từ 170 đến 1.800.000 mẫu Anh (69 đến 728.434 ha). Chủ sở hữu của chúng bao gồm các cá nhân và một số cơ quan tiểu bang, liên bang.
Chương trình Điểm mốc Tự nhiên Quốc gia được quản lý bởi Cục Công viên Quốc gia, một đơn vị trực thuộc Bộ Nội vụ Hoa Kỳ. Cục Công viên Quốc gia xác định tính chất đáp ứng các tiêu chí của một  Điểm mốc Tự nhiên Quốc gia và, sau khi thông báo cho chủ sở hữu, sẽ có khuyến nghị đề cử. Bộ trưởng Nội vụ xem xét đề cử, và dựa trên một tập hợp các tiêu chí được xác định trước, sẽ quyết định địa danh đó trở thành một Điểm mốc Tự nhiên Quốc gia hoặc địa danh đủ điều kiện được chỉ định. Cả tài sản của công và tư nhân đều có thể được chỉ định là một Điểm mốc Tự nhiên Quốc gia. Chủ sở hữu có thể không chấp nhận đề cử tài sản như là một Điểm mốc Tự nhiên Quốc gia. Việc chọn lựa này sẽ hỗ trợ gián tiếp, một phần là để bảo vệ sự toàn vẹn lịch sử của các tài sản thông qua ưu đãi về thuế, trợ cấp, giám sát các mối đe dọa, và các mặt khác.

## Danh sách
| Tên                                             | Hình ảnh                                                                                          | Năm chỉ định | Vị trí                                              | Đô thị                   | Quyền sở hữu             | Mô tả |
| ----------------------------------------------- | ------------------------------------------------------------------------------------------------- | ------------ | --------------------------------------------------- | ------------------------ | ------------------------ | --- |
| Miệng núi lửa Aniakchak                         | Aerial view of large, snowy crater, surrounded by mountains                                       | 1967         | 56°54′21″B 158°12′32″T / 56,905833°B 158,208889°T   | Lake and Peninsula       | Liên bang                | Một phần của Khu bảo tồn và Tượng đài Quốc gia Aniakchak và hồ Surprise được chỉ định là Điểm mốc Tự nhiên Quốc gia vào năm 1967. Vụ phun trào gần đây nhất của núi lửa này là vào năm 1931 và là một trong những núi lửa có vụ phun trào lớn nhất thế giới.                           |
| Arrigetch Peaks                                 | Snow-capped mountains                                                                             | 1968         | 67°25′00″B 154°11′00″T / 67,416667°B 154,183333°T   | Chưa được tổ chức đô thị | Liên bang                | Nằm tại Vườn quốc gia và khu bảo tồn Cổng Bắc Cực, nó bao gồm các đỉnh tháp granit, phía dưới là các thung lung sông băng vùng lãnh nguyên và rừng phương bắc; thể hiện quá trình chuyển đổi từ đá biến chất thành granit.                                                             |
| Đảo Bogoslof                                    | Aerial view of irregularly-shaped island with prominent rocky outcroppings                        | 1967         | 53°55′38″B 168°02′04″T / 53,927222°B 168,034444°T   | Chưa được tổ chức đô thị | Liên bang                | Một hòn đảo núi lửa phun trào gần đây nhất là vào năm 1992, Bogoslof cung cấp môi trường sống cho loài Sư tử biển Steller và một số loài chim đang bị đe dọa. |
| Khu vực trú ẩn hoang dã Quốc gia Clarence Rhode | A wide river moving through a plain, with many tributaries joining along its length               | 1968         | 61°00′02″B 163°00′02″T / 61,000556°B 163,000556°T   | Chưa được tổ chức đô thị | Liên bang, bang, tư nhân | Một môi trường sống ven biển và vùng lãnh nguyên của các hồ, suối và bãi triều, tạo thành địa điểm thích hợp cho nhiều loài chim hoang dã làm tổ, trong đó có ngỗng Brant, Branta hutchinsii và ngỗng hoàng đế.                                                                        |
| Núi lửa Iliamna                                 | A snow-covered mountain, with a plume of steam and gas rising from the top                        | 1976         | 60°02′00″B 153°04′00″T / 60,033333°B 153,066667°T   | Bán đảo Kenai            | Liên bang                | Hoạt động của núi lửa dạng tầng với 10.016 foot (3.053 m) tại điểm cao nhất và ít nhất 10 sông băng gần đó. |
| Hồ George                                       | A plain covered in ice and water, surrounded by mountains                                         | 1967         | 61°15′00″B 148°37′00″T / 61,25°B 148,616667°T       | Chưa được tổ chức đô thị | Liên bang, bang, tư nhân | Vào thời điểm chỉ định, hồ George được hình thành bởi con đập trên sông băng Knik khiến nó trở thành hồ đập sông băng lớn nhất Bắc Mỹ. |
| Malaspina Glacier                               | Aerial view of a large glacier, surrounded by mountains                                           | 1968         | 59°55′09″B 140°31′58″T / 59,919167°B 140,532778°T   | Yakutat                  | Liên bang, bang, tư nhân | Ghi nhận của các nhà thám hiểm trong hơn hai thế kỷ, Malaspina là sông băng chảy ra vùng bằng phẳng lớn nhất ở Bắc Mỹ, và một trong những sông băng lớn nhất trên thế giới, bên ngoài chỏm băng vùng cực.                                                                              |
| Khu bảo tồn thú săn bang Sông McNeil            | A bear standing in a rushing steam with rocky banks                                               | 1968         | 59°01′00″B 154°28′00″T / 59,016667°B 154,466667°T   | Bán đảo Kenai            | Bang                     | Permanent sanctuary for gấu nâu and other animal populations. Concentration of bears fishing in the McNeil River provides excellent opportunities for viewing. |
| Núi Veniaminof                                  | A snow covered mountain with a plume of steam rising from the top                                 | 1967         | 56°11′53″B 159°23′27″T / 56,198056°B 159,390833°T   | Aleutians East Borough   | Liên bang                | Located in Alaska Peninsula National Wildlife Refuge, Veniaminof contains a cupped ice field of 25 dặm vuông Anh (64,75 km2), the most extensive crater-glacier in the US, and an active volcanic vent. The glacial vent is the only such one in North America.                        |
| Núi lửa Redoubt                                 | Snow-capped mountains, with a large plume of steam rising from one peak                           | 1976         | 60°29′07″B 152°44′35″T / 60,485278°B 152,743056°T   | Kenai Peninsula Borough  | Liên bang                | An active stratovolcano located in Lake Clark National Park. Of 76 major volcanoes in the Alaska Peninsula and Aleutian Islands, Redoubt is the second tallest. |
| Núi lửa Shishaldin                              | A snow-covered mountain with a small puff of steam rising from the top                            | 1967         | 54°45′21″B 163°58′03″T / 54,755833°B 163,9675°T     | Aleutians East Borough   | Liên bang                | Nằm tại Khu trú ẩn hoang dã Quốc gia Izembek, Shishaldin là một núi lửa dạng tầng hình nón. Nó là điểm cao nhất trên đảo Unimak. |
| Khu trú ẩn hoang dã Quốc gia Simeonof           | A lake, surrounded by greenery, with large hills in the background                                | 1968         | 54°53′41″B 159°16′26″T / 54,89479124°B 159,273751°T | Aleutians East Borough   | Liên bang                | Provides habitat for numerous mammal and bird species, as well as providing ideal habitat and hauling grounds for sea otters. |
| Đảo Unga                                        | A plain strewn with large boulders and small puddles of water, with large hills in the background | 1968         | 55°15′38″B 160°41′42″T / 55,260556°B 160,695°T      | Đông Quần đảo Aleut      | Bang, tư nhân            | Part of the Alaska Maritime National Wildlife Refuge, Unga holds the petrified remains of a sequoia hoặc metasequoia forest buried by Tertiary Period volcanic activity. The forest remnants provide evidence of the environment and climate of Alaska before humans reached the area. |
| Walker Lake                                     | A large lake, surrounded by greenery, with mountains in the background                            | 1968         | 67°07′36″B 154°21′47″T / 67,126667°B 154,363056°T   | Northwest Arctic         | Liên bang, bang, tư nhân | An example of a mountain lake at the northern limit of forest growth, demonstrating an ecological range from white spruce to talus slopes, devoid of growth, rising 2.000 foot (610 m) above the lake.                                                                                 |
| Quần đảo Walrus                                 | –                                                                                                 | 1968         | 57°10′57″B 169°56′49″T / 57,182617°B 169,946822°T   | Unorganized Borough      | Bang                     | The only significant bull walrus haul-out in the US and the southernmost primary area in the world. Seven islands make up the Walrus Islands State Game Sanctuary. |
| Sông băng Worthington                           | A large glacier sloping down a mountain                                                           | 1968         | 61°10′13″B 145°45′48″T / 61,170278°B 145,763333°T   | Unorganized Borough      | Bang                     | One of the most road-accessible glaciers in Alaska, showing examples of major glacial features ranging from terminal moraines to accumulation zones. |